# Niasa (jezioro)
Niasa (też: Malawi) – jezioro pochodzenia tektonicznego, należące do grupy Wielkich Jezior Afrykańskich, położone w południowo-wschodniej Afryce. Jego wody podzielone są pomiędzy trzy państwa: Malawi, Tanzanię i Mozambik. Położone jest najbardziej na południe spośród jezior Wielkich Rowów Afrykańskich. Jezioro otoczone jest przez wysokie góry dochodzące do 3000 m. Odpływ wód z jeziora następuje poprzez rzekę Shire będącą dopływem rzeki Zambezi. Na jeziorze znajduje się wiele wysp, a największymi są Likoma i Chizumulu.
Jezioro jest sklasyfikowane jako piąte na świecie pod względem objętości oraz jako dziewiąte na świecie pod względem powierzchni. Niasa ma wydłużony południkowo kształt i jest
domem dla większej liczby gatunków ryb niż jakiekolwiek inne jezioro, w tym co najmniej dla 700 gatunków pielęgnic. 10 czerwca 2011 roku rząd Mozambiku wpisał jezioro na listę rezerwatów, natomiast w Malawi jezioro w części stanowi Park Narodowy Jeziora Malawi.
Jezioro Niasa jest jeziorem typu meromiktycznego co oznacza, że warstwy wody nie mieszają się ze sobą.

## Położenie
Jezioro Malawi ma od 550 do 580 km długości i około 75 km szerokości w najszerszym miejscu. Całkowita powierzchnia jeziora wynosi 29600 km². Największa występująca głębokość to 706 m i znajduje się w północnej części w miejscu głównej depresji jeziora. Południowa część jeziora jest płytsza, odpowiednio 400 m w części środkowej i poniżej 200 m w części południowej. Linia brzegowa jeziora przebiega przez wschodnie Malawi, zachodni Mozambik i południową Tanzanię. Największa rzeka wpływająca do Niasy, to rzeka Ruhuhu, a ujście jeziora stanowi rzeka Shire, która jednocześnie jest dopływem Zambezi w Mozambiku. Utrata wód z jeziora w 80% jest wynikiem parowania, a jedynie 20% wody odprowadzane jest z jeziora rzeką Shire
Jezioro znajduje się około 350 km na południowy wschód od jeziora Tanganika będącego kolejnym z grupy Wielkich Jezior Afrykańskich.
Park Narodowy Jeziora Malawi (ang. Lake Malawi National Park) zlokalizowany jest na jego południowym brzegu w granicach państwa Malawi. Obszar ten objęty jest ochroną od roku 1980. Żyje tam wiele endemicznych gatunków ryb, będących kluczowym przykładem specjalizacji ewolucyjnej. Z tego względu park ten w 1984 roku wpisano na listę światowego dziedzictwa UNESCO. Powierzchnia parku wynosi 94 km².

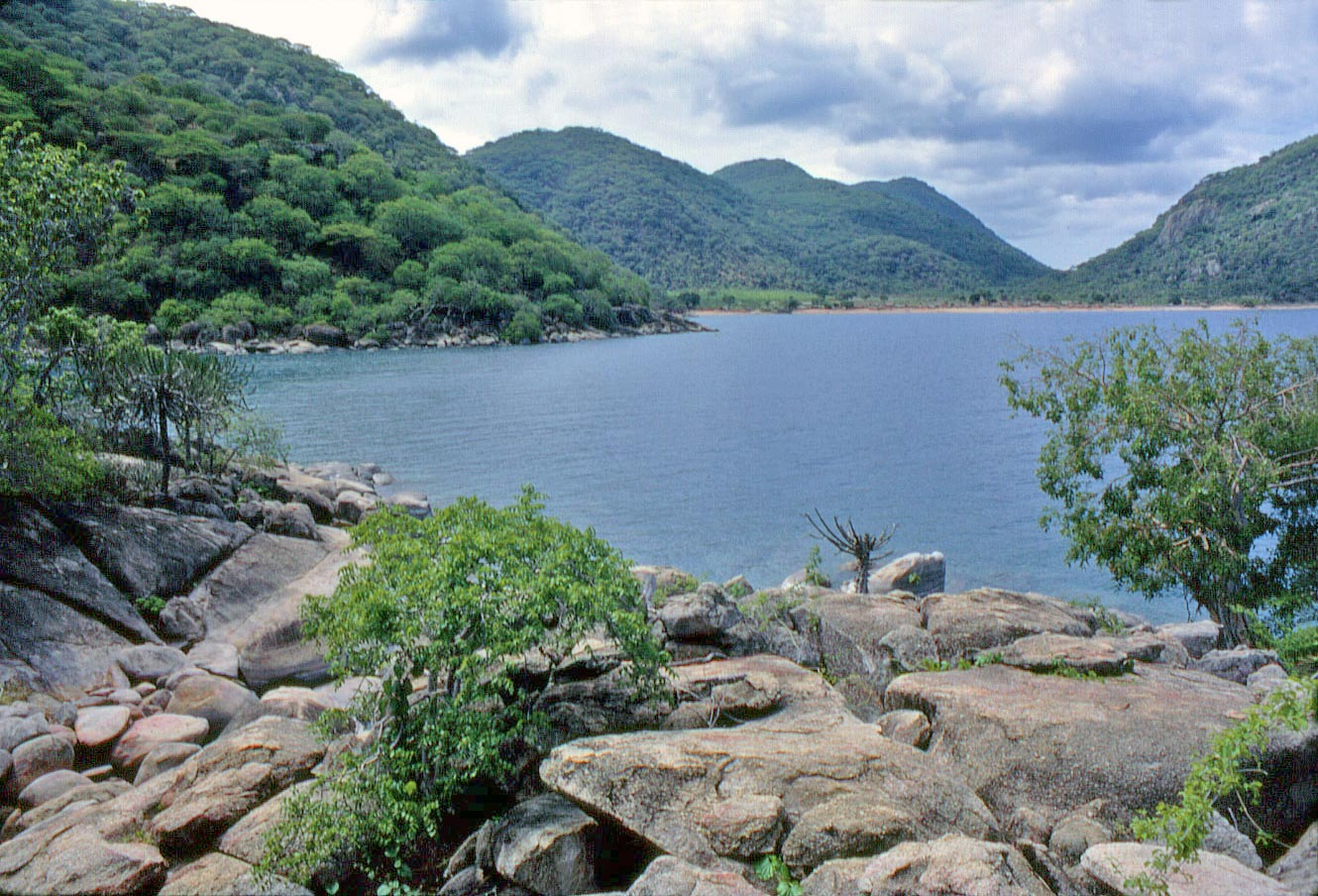
Jezioro Niasa (1967)
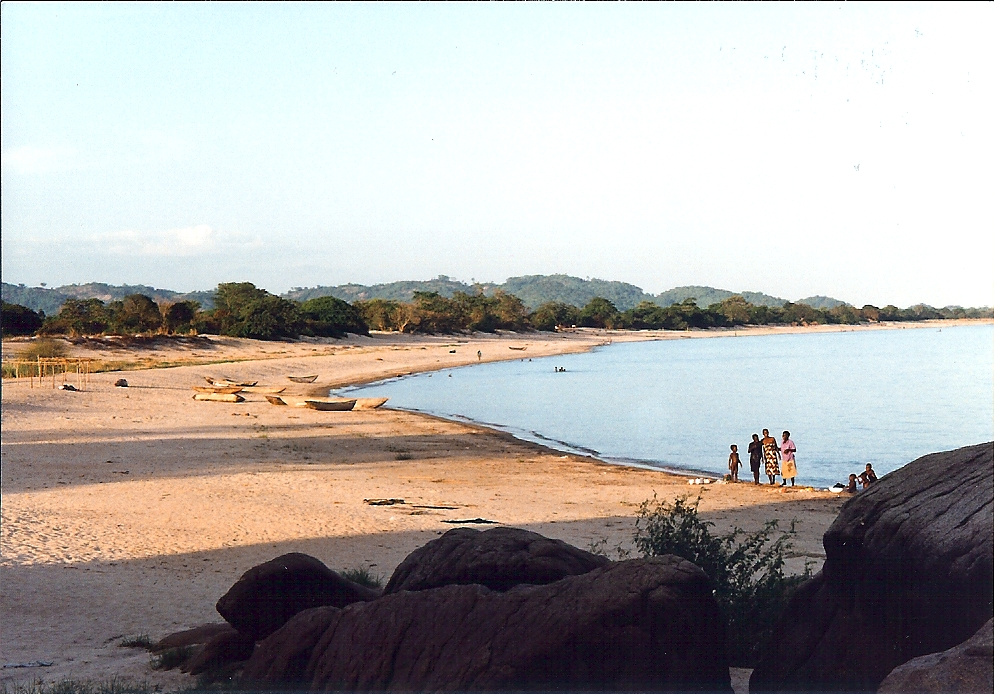
Plaża Mwaya
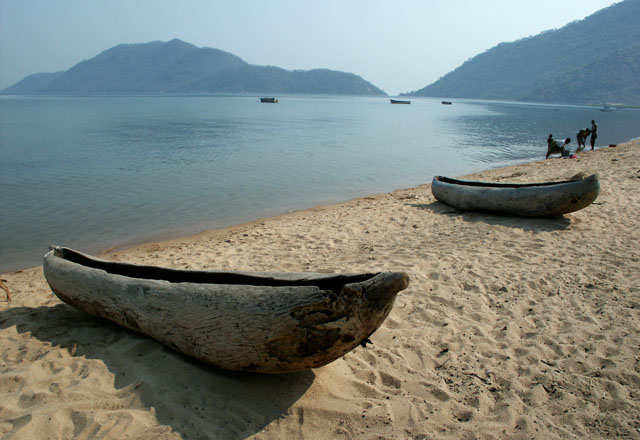
Plaża na przylądku Maclear

## Historia

Wielki Rów Wschodni (czerwony) wraz z jeziorami, Malawi na południowym krańcu

Jezioro Malawi jest jednym z głównych Wielkich Jezior Afrykańskich i leży w dolinie powstałej w pęknięciu afrykańskiej płyty tektonicznej. Szacuje się, że jezioro ma 1-2 milionów lat. Najnowsze badania wskazują jednak, że basen jeziora zaczął tworzyć się już 8,6 miliona lat temu. Stan wody w jeziorze zmieniał się znacznie w czasie, od 600 m poniżej do 10–20 m powyżej obecnego poziomu. Od swojego powstania w niektórych okresach jezioro wysychało prawie całkowicie, pozostawiając jedynie jedno lub dwa stosunkowo małe, silnie zasadowe i solankowe jeziora w miejscach, które obecnie stanowią największą głębię Niasy. Skład chemiczny wody przypominający obecne warunki pojawił się dopiero około 60 tysięcy lat temu. Szacuje się, że największe okresy niskiego stanu wody wystąpiły około 1,6 do 1,0-057 miliona lat temu (gdzie mogło dojść do całkowitego wyschnięcia), od 420 do 250-110 tysięcy lat temu oraz od 25 do 18-11 tysięcy lat temu. W latach 1390–1860 również wystąpił stan obniżonego poziomu wody, przy czym było to 120–150 m poniżej obecnego poziomu lustra wody.